# Буховцев, Борис Борисович
Бори́с Бори́сович Бу́ховцев (4 августа 1925, Москва — 11 июня 1987, там же) — советский учёный и педагог-методист, специалист в области общей физики. Автор школьных учебников по физике.

## Биография
Родился 4 августа 1925 года в Москве. Учился в средней школе № 327, в 1941 году окончил 8 классов. С февраля 1942 до мая 1943 года работал токарем на заводе «Красный пролетарий». В том же году ушёл на фронт и воевал до окончания Великой Отечественной войны в составе 324-го гвардейского минометного полка. В 1948 году демобилизовался. Поступил на работу в Центральный НИИ рентгенологии и радиологии, параллельно завершал среднее образование в школе рабочей молодежи. В 1949 году поступил на физический факультет МГУ, окончил его с отличием в 1954 году и остался там работать. Начинал  ассистентом, потом был старшим преподавателем, защитил в 1974 году кандидатскую диссертацию, стал доцентом. Скончался 11 июня 1987 года в Москве..

## Научная деятельность
Автор научных работ о траекториях корней характеристических уравнений с квадратичным параметром.

## Педагогическая деятельность
Автор и соавтор учебников и учебных пособий по физике для средней школы. Председатель Предметно-методической комиссии Всероссийской олимпиады школьников по физике с 1980 по 1987 годы. Лектор вечерней физической школы при физическом факультете МГУ  Архивная копия от 19 декабря 2021 на Wayback Machine. Преподаватель физико-математической школы-интерната (ФМШ) № 18 при МГУ. По воспоминаниям А. Н. Землякова, Б. Б. Буховцев также читал лекции по физике в летнем отборочном лагере ФМШ. В. Г. Буданов относит Буховцева к числу великих методистов-физиков.

Борис Борисович Буховцев пришел на лекцию. Ты не в обычной школе, которая зудит духом назидания, а в творческой. С тобой на равных рассуждают, разговаривают люди, можно сказать, первой величины. Всё у них доходчиво и понятно, а не как у какой-нибудь училки, которая вбивает знания указкой.
Я окунулся в мир физики… С лекций Буховцева уходил последним, когда уже начинались другие занятия, но пытливые ученики забрасывали и забрасывали Бориса Борисовича вопросами.— Фёдоров М. И. Моя семья в неписаной истории России (Рассказ внуку).
Как пишут Л. В. Лёвшин и В. И. Трухин, учёные физического факультета МГУ всегда уделяли большое внимание созданию учебников по физике и математике для средней школы. Отмечается, что работа над составлением новых учебников по физике, одним из авторов которых являлся Б. Б. Буховцев, была вызвана требованиями времени. Следовало привести преподавание физики в средней школе «в соответствие с современным состоянием науки». Пересмотр школьного курса и разработка новых программ и учебников осуществлялась под руководством Комиссии по физике и астрономии АН СССР и АПН СССР, возглавлял которую академик И. К. Кикоин. По мнению специалистов, научный и методический уровни новых учебников «оказались существенно выше, чем у прежних пособий». Эти учебники получили большое распространение, продолжают использоваться в XXI веке и «охватывают все основные разделы физики».

## Награды и звания
- Орден Отечественной войны II степени;
- Медаль «За боевые заслуги»;
- Медаль «За победу над Германией в Великой Отечественной войне 1941-1945 гг.»;
- нагрудный знак «Отличник просвещения СССР»;
- нагрудный знак «Отличник народного просвещения РСФСР».